# Rusaniwka (obwód sumski)
Rusaniwka (ukr. Русанівка) – wieś na Ukrainie, w obwodzie sumskim, w rejonie romeńskim. W 2001 liczyła 1134 mieszkańców, spośród których 1121 wskazało jako ojczysty język ukraiński, 11 rosyjski, a 2 mołdawski.